# Joeri Calleeuw
Joeri Calleeuw (Brujas, Bélgica, 5 de agosto de 1985) es un ciclista belga.

## Palmarés
2008
- Tour de Senegal, más 2 etapas

2015
- París-Arrás Tour[1]